# Marianka (województwo warmińsko-mazurskie)
Marianka (niem. Marienfelde) – wieś w Polsce położona w województwie warmińsko-mazurskim, w powiecie elbląskim, w gminie Pasłęk.
Do 1954 roku siedziba gminy Marianka, następnie do 1957 gromady Marianka, po jej likwidacji w gromadzie Stegny. W latach 1975–1998 miejscowość administracyjnie należała do województwa elbląskiego.
Wieś została założona przez Krzyżaków w latach 1302–1312, parafia istniała już w roku 1334. Gotycki jednonawowy kościół Wniebowzięcia Najświętszej Marii Panny z trójbocznie zamkniętym prezbiterium zbudowano w XIV w., wieżę nakrytą strzelistym hełmem ostrosłupowym dobudowano około 1400 r. Sklepienie kryształowe w prezbiterium wzniesiono w początkach XVI w., a strop w nawie pochodzi z 1742. Na ścianach południowej i tęczowej zachowały się gotyckie malowidła z 2. ćwierci XV w. fundowane przez Krzyżaków z Pasłęka oraz ołtarz, ambona i chrzcielnica ze schyłku XVII w.